# Širokolistni rogoz
Širokolistni rogoz (znanstveno ime Typha latifolia) je rastlina iz družine rogozovk (Typhaceae). Je značilna vrsta v plitvih do srednje globokih stoječih vodah, večinoma v obrežnem pasu. Običajno uspeva v približno pol metra globoki vodi, izjemoma tudi do dveh metrov globine, krajše obdobje pa prenese tako imenovano suho fazo, ko se gladina vode zniža, vendar so tla še vedno vlažna.

## Opis rastline
Širokolistni rogoz ima močne, razvejane korenike, iz katerih poženejo od 10 do 15 mm široki listi in votlo, do 2,5 m visoko steblo s socvetjem na vrhu. V spodnjem delu socvetja, ki je širše, so ženski cvetovi, v zgornjem moški cvetovi; med obema je okrog 1 cm širok razmak. Ženske cvetove sestavlja enotno cvetno odevalo iz številnih laskov (perigon) v štirih nepravilnih vretencih na peclju (ginoforju), ki nosi nadraslo plodnico. Moške cvetove sestavljajo običajno 3 ščetine enotnega cvetnega odevala in 3 prašniki. Zrelo žensko socvetje je rjave barve in v suhem vremenu odnese veter plodove, ki so porasli z več kot 30 laski. Število semen v plodovih enega ženskega socvetja je od 100000 do 300000. Ko pride plod v stik z vodo, se stena osemenja (perikarpa) v hipu odpre in semena potonejo v vodo. Razen s semeni se rogoz razmnožuje vegetativno s podzemnimi poganjki in zato praviloma tvori večje homogene sestoje širokolistnega rogozovja (Typhetum latifoliae).